# 空軍後燃器車隊

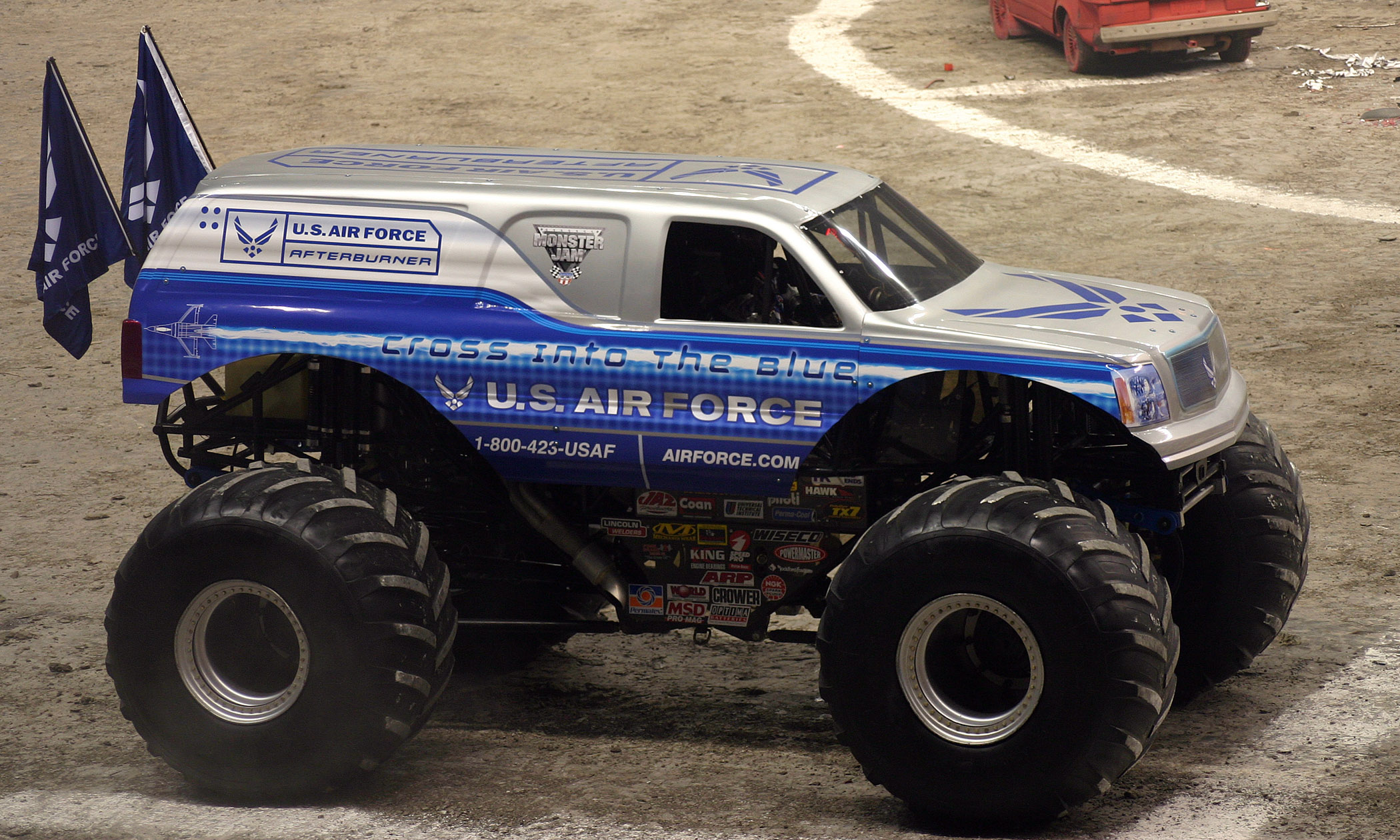
空軍後燃器車隊

空軍後燃器車隊(Air Force Afterburner)是一組美國空軍贊助的怪獸卡車車隊，參加Hot Rod Association相關比賽。
最早於 2006年出賽，當時車隊配有66吋輪胎和1,465匹馬力的Merlin 540引擎車架，搭配凱迪拉克Escalade的上部車體，Paul Cohen為首任駕駛員，之後換成Damon Bradshaw駕駛，2009年奪下 Monster Jam World Finals X 大賽冠軍，2011年車隊因為空軍刪減贊助預算暫時解散。